# En dag i elskoven
En dag i elskoven er en dansk eksperimentalfilm fra 1992 instrueret af Jesper D. Pedersen og Rikke Mogensen.

## Handling
På besøg i elskovens midte - der elskes af høj og lav - det store uhyre dukker op og tager fat - fortærer de elskende - men nogen redder sig - hvorfor mon? De unge elskende stiger til vejrs båret af den reddende ballon.